# Claire Martin
Pour les articles homonymes, voir Claire Martin (homonymie) et Martin.

Claire Martin, née Claire Montreuil le 18 avril 1914 à Québec et morte le 18 juin 2014, à Québec, est une femme de lettres québécoise.

## Biographie

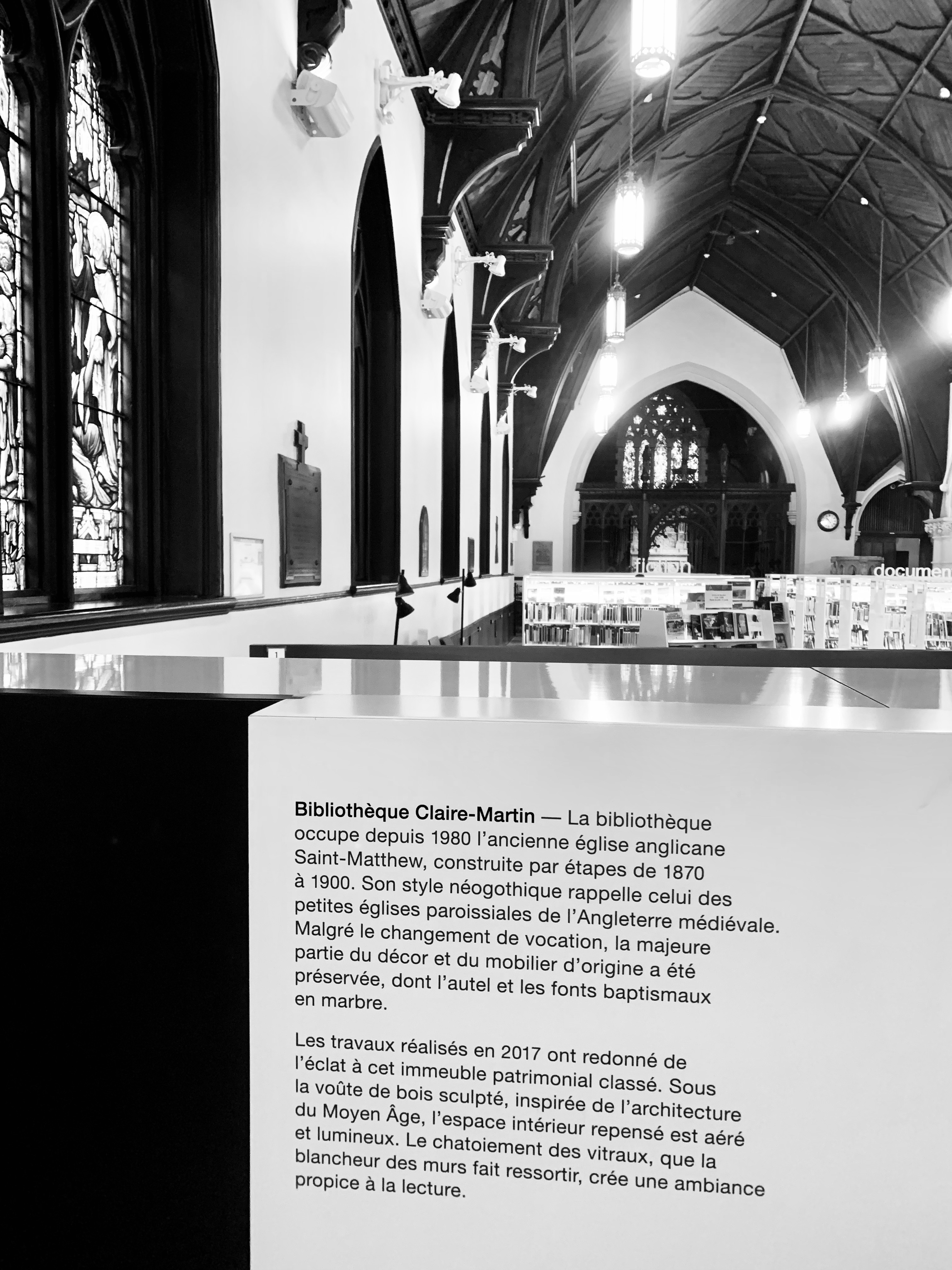
Bibliothèque Claire-Martin

Fille d'Alice Martin et de Joseph Ovila Montreuil, ingénieur, Claire Montreuil étudie au couvent des Ursulines de Québec (1920-1925), puis chez les religieuses de la Congrégation Notre-Dame (1925-1930). Connue sous le nom de Claire Martin, elle fait carrière à la radio de CKCV (1941), de CBV (1944) et de CBF (1954). En 1945, elle épouse Roland Faucher, chimiste. À l'époque, toute femme doit quitter son emploi dès son mariage. Ils n'auront pas eu de postérité. De 1945 à 1972, ils vivent à Ottawa. De 1972 à 1982, ils séjournent en France, principalement à Cabris en Provence, et reviennent au Québec en 1982,. Durant cette période, elle s'adonne à la traduction littéraire.
Claire Martin est membre de plusieurs sociétés, dont la Société des écrivains canadiens, qu'elle préside de 1963 à 1965; de la Société des gens de lettres; de P.E.N. International; de la Société des écrivaines et des écrivains québécois; de la Société québécoise des professeurs de français; de l'Union des écrivaines et des écrivains québécois (UNEQ).
Elle meurt centenaire en juin 2014. En 2017, la ville de Québec honore sa mémoire en rebaptisant sa bibliothèque St-Jean-Baptiste, succursale de la Bibliothèque de Québec, et qui devient la bibliothèque Claire-Martin.

## Carrière littéraire
Son premier recueil de nouvelles, Avec ou sans amour, remporte le Prix du Cercle du livre de France en 1958. Deux des nouvelles de ce recueil, « La portion congrue » et « Confession » font l'objet d'une demande de censure de la part d'un juré, Paul Gay, du Prix du Cercle du livre de France. Deux ans plus tard, son premier roman, Doux-amer, est inscrit sur la liste des finalistes au Prix Fémina.
Dans un gant de fer : La Joue gauche (1re partie, 1965); La Joue droite (2e partie, 1966), autobiographie en deux volumes de ses années d'enfance et de jeunesse auprès d'un père violent et dominateur présente la condition des enfants battus dans le silence du Québec catholique de l'entre-deux-guerres. Reprise, en 2005, dans la collection de la Bibliothèque du Nouveau Monde, cette œuvre vaut à son auteur, au moment de sa parution, trois prix littéraires : le Prix de la Province de Québec, le Prix Jean-Hamelin et le Prix du Gouverneur général du Canada.
Claire Martin publie ensuite quelques textes, puis se tait entre 1973 et 1999. Cette année-là paraît Toute la vie, un recueil de brèves nouvelles qui font écho à celles d'Avec ou sans amour. En 2000, le roman L'Amour impuni aborde l'homosexualité.
Après un recueil de courts essais, intitulé À tout propos, en 2006, elle publie en 2008, Le Feu purificateur, à l'âge de 94 ans. Dans la nouvelle éponyme de ce recueil de trois textes, conçu dans l'esprit des Trois contes de Gustave Flaubert, l'auteure évoque à nouveau l'univers de Dans un gant de fer. Ce dernier titre paru, marque ainsi une très longue carrière littéraire s'étendant sur exactement un demi-siècle.
Les thématiques abordées par l'autrice sont notamment l'amour extraconjugal, la représentation des hommes et le rôle du père. Son écriture accorde de l'importance à l'individualité ainsi qu'aux relations familiales et sociétales.

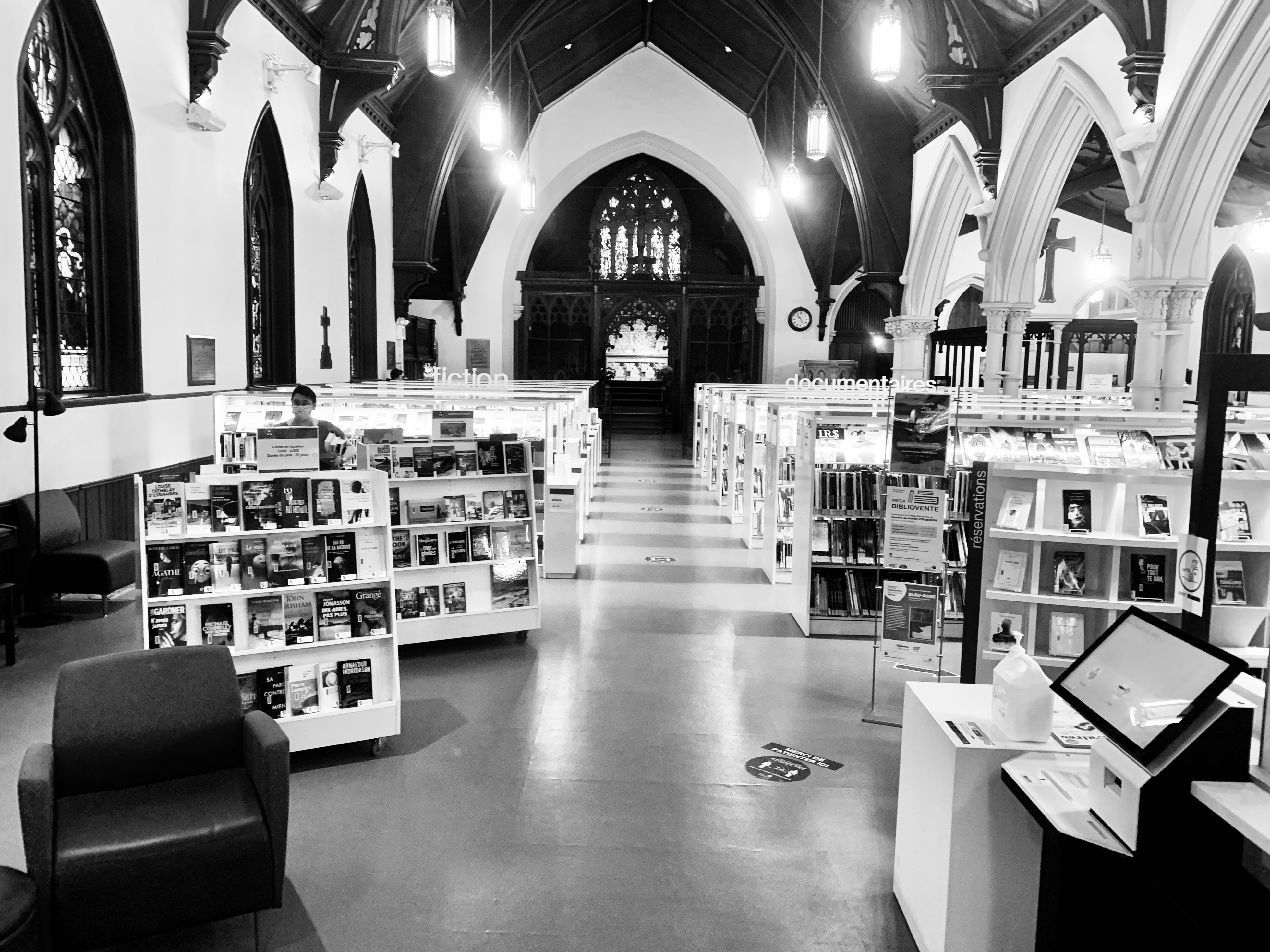
Intérieur de la bibliothèque Claire-Martin

## Œuvre

### Romans
- Doux-amer, Montréal, Cercle du livre de France, 1960 ; Paris, Robert Laffont, coll. « Les jeunes romanciers canadiens », 1960 ; réédition, Montréal : Cercle du livre de France, coll. « CLF Poche » no 3, 1967  (ISBN 978-0-7753-0076-5) ; réédition, Montréal, Bibliothèque québécoise, 1999  (ISBN 2-8940-6156-0 et 978-2-8940-6156-5)
  - (en) Best Man, trad. de Doux-amer par David Lobdell, Ottawa, Oberon Press, 1983  (ISBN 0-8875-0470-1 et 0-8875-0472-8)
- Quand j'aurai payé ton visage, Montréal : Cercle du livre de France, 1962 ; Paris, Robert Laffont, coll. « Les jeunes romanciers canadiens », 1962 ; réédition, Montréal, Cercle du livre de France, 1981
  - (en) The Legacy, trad. de Quand j'aurai payé ton visage par David Lobdell, Ottawa, Oberon Press, 1986  (ISBN 0-8875-0617-8 et 0-8875-0615-1)
- Les Morts, Montréal, Cercle du livre de France, 1970
- L'Amour impuni, Québec, L'Instant même, 2000  (ISBN 2-8950-2134-1 et 978-2-8950-2134-6)
- La Brigande, Québec, L'Instant même, 2001  (ISBN 2-8950-2166-X et 978-2-8950-2166-7)
- Il s'appelait Thomas, Québec, L'Instant même, 2003  (ISBN 2-8950-2184-8 et 978-2-8950-2184-1)
- L'inconnu parle encore, Québec, L'Instant même, 2004  (ISBN 2-8950-2197-X et 978-2-8950-2197-1)

### Théâtre
- Moi, je n'étais qu'espoir, Montréal, Cercle du livre de France, 1972 — Pièce en deux actes... tirée de son roman Les Morts, créée au Théâtre du Nouveau Monde en 1972[10]

### Recueils de nouvelles
- Avec ou sans amour, Montréal, Cercle du livre de France, 1958 ; Paris, Robert Laffont, 1959 — Prix du Cercle du livre de France ; réédition, Montréal, Éditions du Renouveau pédagogique, coll. « Lecture Québec », présentation et annotation de Robert Vigneault, 1969 ; réédition, Montréal, Cercle du livre de France, coll. « CLF Poche canadien » no 27, 1970 ; réédition, Hull, Éditions E.L.V.O., Large vision, 1985  (ISBN 2-8924-0024-4) (vol. 1) ;  (ISBN 2-8924-0032-5) (vol. 2)
  - (en) Love Me, Love Me Not, trad. de Avec ou sans amour par David Lobdell, Ottawa, Oberon Press, 1987  (ISBN 0-8875-0685-2 et 0-8875-0686-0)
  - (de) extrait : Geständnis, (Confession), trad. Walter Riedel, en Kanadische Erzähler der Gegenwart. Manesse Bibliothek der Weltliteratur, Zurich 1967, de nouv. 1986, pp 207 - 219[11]
  - (de) extrait : Als ich eine spanische Wand war, (Quand j'étais paravent), ibidem pp 199 - 206[12]
- Toute la vie, Québec, L'Instant même, 1999  (ISBN 2-8950-2123-6 et 978-2-8950-2123-0)
- Le Feu purificateur, Québec, L'Instant même, 2008  (ISBN 978-2-8950-2267-1)

### Récits autobiographiques
- Dans un gant de fer : La Joue gauche, (1er tome de Dans un gant de fer), Montréal, Cercle du livre de France, 1965 — prix de la Province de Québec ; réédition, sous le titre Dans un gant de fer, vol. 1 - La Joue gauche, Montréal, Bibliothèque québécoise, 1999  (ISBN 2-8940-6158-7 et 978-2-8940-6158-9)
  - (en) trad. de Philip Stratford, In an Iron Glove : an Autobiography, Montréal, Harvest House, coll. « The French Writers of Canada Series », 1975  (ISBN 0-8877-2162-1)
- Dans un gant de fer : La Joue droite, (2e tome de Dans un gant de fer), Montréal, Cercle du livre de France, 1966 — prix France-Québec et Prix du Gouverneur général 1966 ; réédition sous le titre Dans un gant de fer, vol. 2 - La Joue droite, Montréal, Bibliothèque québécoise, 2000  (ISBN 978-2-8940-6159-6)
  - (en) trad. de Philip Stratford, The Right Cheek : an autobiography (Montréal : Harvest House, coll. « The French writers of Canada series », 1975)  (ISBN 0-8877-2163-X)
  - Dans un gant de fer, édition critique, un seul volume, Montréal, Les Presses de l'Université de Montréal, coll. « Bibliothèque du Nouveau Monde », 2005, 661 p.  (ISBN 2-7606-1979-6)

### Autres publications
- Le Livre d'images de ma vie (La petite fille lit), interviews, 1972
- À tout propos, essai, Québec : L'Instant même, 2006  (ISBN 2-8950-2224-0 et 978-2-8950-2224-4)

## Honneurs
- 1958 : Prix du Cercle du livre de France pour Avec ou sans amour
- 1962 : Présidente de la Société des écrivains canadiens-français[13]
- 1965 : Prix de la Province de Québec pour Dans un gant de fer
- 1965 : Prix France-Québec pour Dans un gant de fer
- 1966 : Prix Jean-Hamelin pour Dans un gant de fer
- 1966 : Prix du Gouverneur général du Canada pour La Joue droite, 2e partie de Dans un gant de fer
- 1967 : Membre de la Société royale du Canada
- 1977 : Médaille de la reine Élisabeth II[14]
- 1984 :  Officier de l'Ordre du Canada
- 1999 : Médaille de l'Académie des lettres du Québec
- 1999 : Prix d'excellence des arts et de la culture[14]
- 2000 : Médaille de l’Académie des lettres du Québec lors du Salon international du livre de Québec[14]
- 2000 : Prix des abonnés de la Bibliothèque de Québec pour Toute la vie[14]
- 2001 :  Compagnon de l'Ordre du Canada
- 2002 : Médaille de la Reine Elizabeth II [jubilé][14]
- 2007 :  Officier de l'Ordre national du Québec[15]
- 2009 : Membre de l'Académie des Grands Québécois
- 2009 : Doctorat honoris causa, de l'Université Laval
- 2010 :  Officier de l'ordre des Arts et des Lettres[16]

## Hommages
- Une plaque "Ici vécut de la ville de Québec est présente au 151 rue Saint-Jean, en son honneur, pour indiquer son ancien lieu de résidence.
- La bibliothèque Saint-Jean-Baptiste du réseau des bibliothèques de Québec est rebaptisé Bibliothèque Claire-Martin en 2017.

## Documentaire
- Quand je serai vieille, je rangerai mon stylo (2009) — Claire Martin se raconte à la caméra des réalisateurs Jean-Pierre Dussault et Jean Fontaine.